# Глумачке свечаности Миливоје Живановић
Глумачке свечаности Миливоје Живановић позоришни је фестивал који се од 1995. године одржава у Центру за културу Пожаревац у славу једног од највећих српских глумаца – Миливоја Живановића.
Свечаности се одржавају у првој недељи априла, а публици пружају прилику да се сусретне са најбољим представама годишње продукције престижних позоришта у Србији. О избору представа брине селектор, неко од респектабилних имена из области позоришне критике или театрологије. Свој селекторски допринос овој манифестацији дала су имена попут Јована Ћирилова, Мухарема Первића, Петра Марјановића, Божидара Ђуровића.
Фестивал се састоји од пет такмичарских вечери, а победници вечери улазе у конкуренцију за главну награду фестивала — статуету Миливоја Живановића и новчану награду.

## Лауреати
| Година | Лауреат                   | Назив представе               |
| ------ | ------------------------- | ----------------------------- |
| 1995   | Љубомир Тадић             | Гардеробер                    |
| 1996   | Петар Банићевић           | Дуго путовање у ноћ           |
| 1997   | Драган Мићановић          | Мизантроп                     |
| 1998   | Војислав Воја Брајовић    | Буре барута                   |
| 1999   | -                         | -                             |
| 2000   | Гојко Шантић              | Вишњик                        |
| 2001   | Михајло Миша Јанкетић     | Прљаве руке                   |
| 2002   | Предраг Ејдус             | Господа Глембајеви            |
| 2003   | Ђурђија Цветић            | Скуп                          |
| 2004   | Радмила Живковић          | Госпођа министарка            |
| 2005   | Драган Петровић Пеле      | Тре сореле                    |
| 2006   | Ружица Сокић              | -                             |
| 2007   | Борис Исаковић            | Одумирање                     |
| 2008   | Милан Лане Гутовић        | Веселе жене виндзорске        |
| 2009   | Гордана Ђурђевић Димић    | Драга Јелена Сергејвна        |
| 2010   | Тихомир Станић            | Фалсификатор                  |
| 2011   | Драган Мићановић          | Из јуначког живота грађанства |
| 2012   | Предраг Мики Манојловић   | Кумови                        |
| 2013   | Саша Торлаковић           | Чаробњак                      |
| 2014   | Миодраг Кривокапић „Брик” | Наши синови                   |
| 2015   | Небојша Глоговац          | Разбијени крчаг               |
| 2016   | Војин Ћетковић            | Отело                         |
| 2017   | Хана Селимовић            | Иванов                        |
| 2018   | Саша Торлаковић           | Чаробњак                      |
| 2019   | Јелисавета Сека Саблић    | Врат од стакла                |
| 2020   | -                         | -                             |
| 2022   | Миодраг Мики Крстовић     | Цемент Београд                |
| 2023   | Небојша Дугалић           | Магбет                        |